# Fałdopłetwe
Fałdopłetwe, akantody (Acanthodii) – gromada wymarłych ryb słodkowodnych i morskich łączących cechy późniejszych ryb chrzęstnych i kostnych. Z powodu licznych kolców w płetwach i spodniej części ciała nazywane są czasem kolczastymi rekinami (gr. ákantha oznacza kolec).
Do fałdopłetwych należą najstarsze znane szczątki żuchwowców. Fałdowce pojawiły się we wczesnym sylurze, wymarły w dolnym permie. Były to zwierzęta przeważnie niewielkie, większość nie przekraczała 20 cm długości ciała, nieliczne duże osiągały długość 2 metrów. Krótka głowa osłonięta była pancerzem kostnych płytek. Otwór gębowy znajdował się w położeniu dolnym. Łuk gnykowy jeszcze się u nich nie wykształcił. Ogon heterocerkalny, budowa szczęk i uzębienie upodabniały je do rekinów. Pomiędzy płetwami piersiowymi i brzusznymi dodatkowe parzyste płetwy, co sugeruje, że być może płetwy parzyste ryb powstały w wyniku podzielenia się fałdu skórnego na brzuchu. Wśród cech zbliżających fałdopłetwe do późniejszych kostnoszkieletowych wyróżnia się skostnienie czaszki, obecność pokrywy skrzelowej i romboidalnych łusek.
Płetwy były inaczej wykształcone niż u ryb współczesnych. Wszystkie, poza ogonową, rozpięte były na masywnych kolcach, będących prawdopodobnie zabezpieczeniem przed innymi, większymi drapieżnikami. Fałdopłetwe najpierw zamieszkiwały morza, później przystosowały się do życia w wodach słodkich. 
W gromadzie wyróżnia się rzędy:
- †Climatiiformes
- †Ischnacanthiformes
- †Acanthodiformes

Pozycja filogenetyczna fałdopłetwych w obrębie żuchwowców pozostaje niepewna; z różnych analiz filogenetycznych wynika, że mogą one stanowić grad ewolucyjny obejmujący przodków ryb chrzęstnoszkieletowych, grad ewolucyjny obejmujący przodków zarówno ryb chrzęstnoszkieletowych, jak i kostnoszkieletowych, lub też stanowić monofiletyczną grupę siostrzaną do ryb chrzęstnoszkieletowych.
Przykładowym przedstawicielem fałdopłetwych jest kopalny rodzaj Climatius, czy Acanthodes.